# Mustelus punctulatus
Espèce
Répartition géographique
Statut de conservation UICN

 DD  : Données insuffisantes
Mustelus punctulatus, l'émissole pointillée est une espèce de requins.